# Luisa Neubauer
Luisa-Marie Neubauer (Hamburgo, 21 de abril de 1996) es una activista contra el cambio climático alemana. Es una de las principales organizadoras de la huelga escolar del movimiento climático en Alemania. En su discurso, aboga por una política climática que cumpla lo establecido en el Acuerdo de París y que respalde el decrecimiento productivo. Neubauer es miembro del partido político Alianza 90/Los Verdes y de la organización Juventud Verde.

## Biografía
Neubauer nació en Hamburgo, Alemania y creció en el distrito de Hamburgo-Iserbrook, completando su bachillerato en el Marion-Dönhoff-Gymnasium de Hamburgo-Blankenese. Desde 2015 estudia geografía en la Universidad de Göttingen.

### Inicios como activista
Neubauer ha sido embajadora juvenil de la organización no gubernamental ONE desde 2015. También ha sido miembro de otras iniciativas como la Fundación para los Derechos de las Generaciones Futuras, 350.org, la Fundación Right Livelihood, la campaña Fossil Free y The Hunger Project.

### Juventud por el Clima

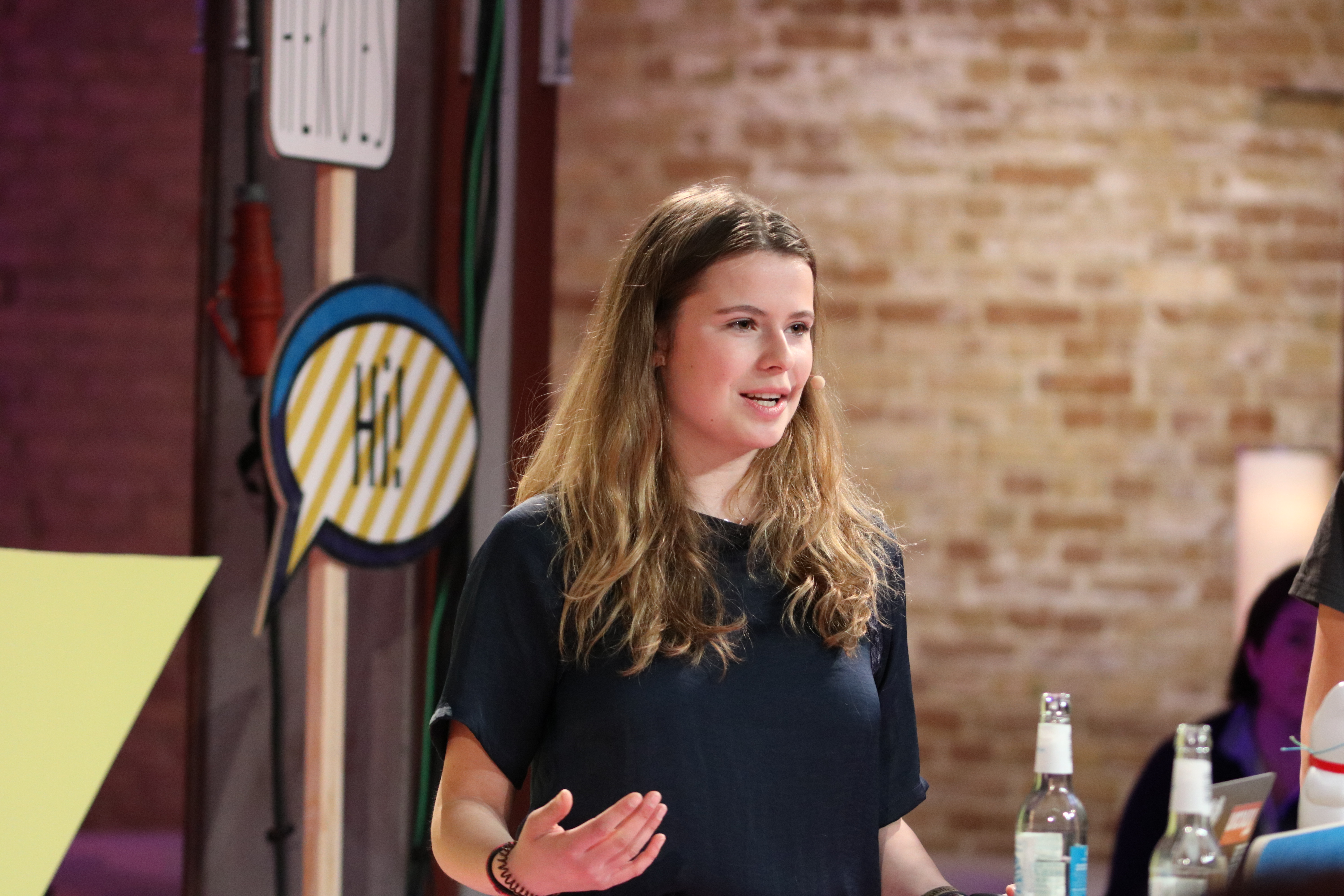
Luisa Neubauer en la conferencia re:publica el 7 de mayo de 2019.

A partir de 2019, Neubauer se convirtió en una de las principales activistas del movimiento Juventud por el Clima. Muchos medios de comunicación se refieren a ella como "la representante alemana del movimiento". Neubauer rechaza las comparaciones con activistas como Greta Thunberg, asegurando: "Estamos construyendo un movimiento de masas y llegando muy lejos con nuestros métodos de movilización y de captación de atención. Lo que Greta hace es increíblemente inspirador".

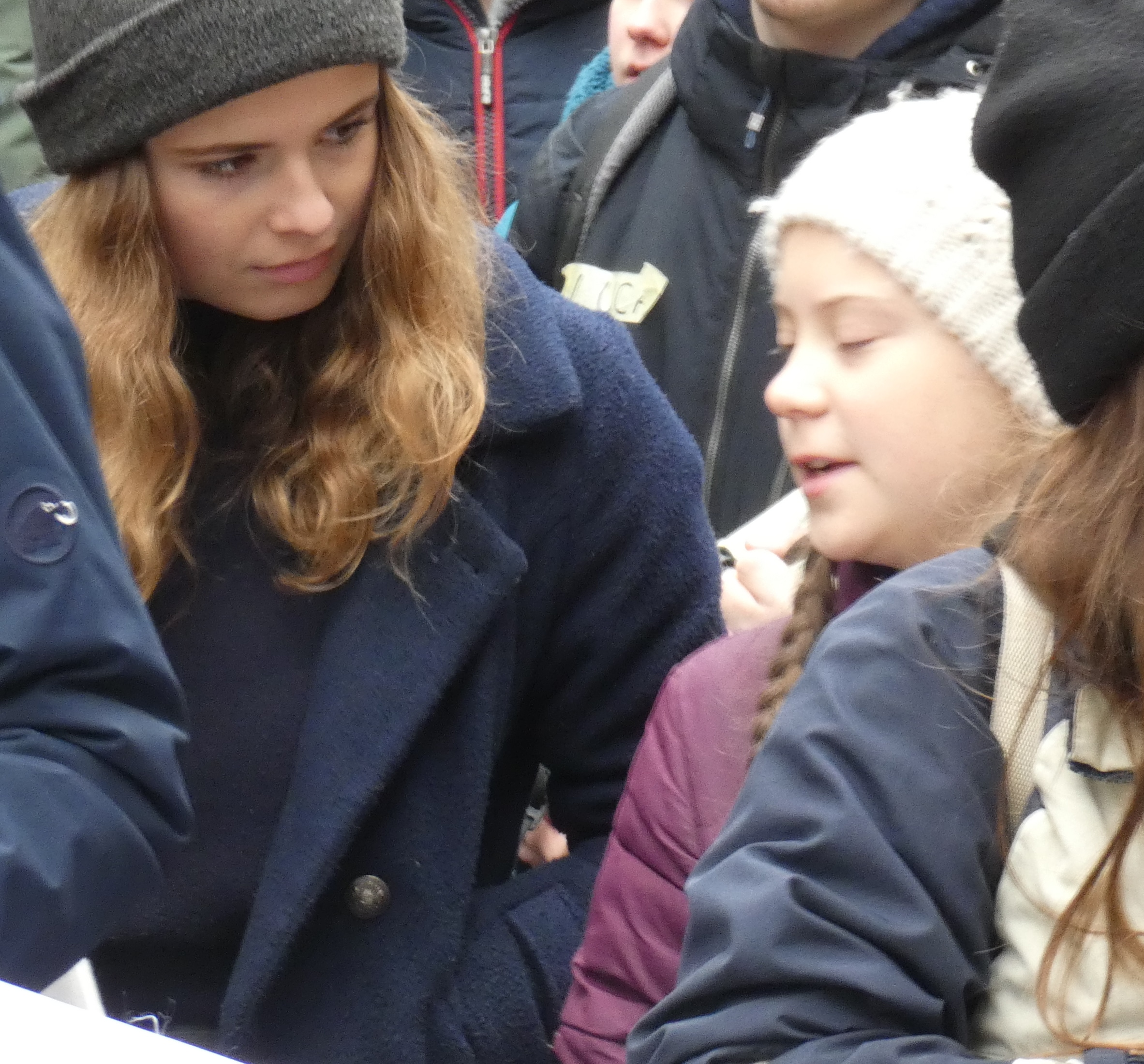
Luisa-Marie Neubauer (izquierda) con Greta Thunberg (derecha) en marzo de 2019, durante una protesta por el cambio climático en Hamburgo.

Neubauer no ve las huelgas como un medio de afectar directamente a la política. Lo más importante es el trabajo que hay detrás de las huelgas: "Lo que estamos haciendo es increíblemente sostenible. Estamos creando estructuras y convirtiendo los eventos en experiencias educativas. Y estamos liderando debates sobre los principios de la protección climática".
El 10 de enero de 2020 se anunció que Neubauer había rechazado una oferta de Siemens para sentarse en su junta energética. En una declaración, la activista manifestó: "Si aceptara, estaría obligada a representar los intereses de la compañía y nunca podría ser una crítica independiente de Siemens. Eso no es compatible con mi papel de activista climática".
Más tarde se reveló que Siemens, a pesar de las protestas, seguiría adelante con su proyecto con el conglomerado indio Adani para explotar una gran mina en Australia. En respuesta, Neubauer - que previamente se había referido al proyecto como un "error inexcusable" - declaró ante la agencia de noticias Deutsche Presse-Agentur: "Le pedimos a Kaeser que hiciera todo lo posible para detener la mina Adani. En cambio, ahora se beneficiará de este desastroso proyecto. Joe Kaeser está cometiendo un error imperdonable".

## Posiciones

### Urgencia de la acción climática
Como autora invitada en el blog oficial del WWF, Neubauer describió la urgencia que percibía en relación con el cambio climático:
"Se siente como si estuviéramos sentados en un coche a punto de conducir hacia un abismo. Pero en lugar de pisar el freno, aceleramos. Nos metieron en este coche sin que nadie nos preguntara. Este abismo realmente existe. El cambio climático provocado por el hombre es real y ahora estamos experimentando los graves cambios que está trayendo. Y con "nosotros" me refiero a la generación que tendrá que lidiar con las consecuencias más que cualquier otra. Nuestros conductores son los políticos, los responsables de la toma de decisiones y los directores ejecutivos de la industria que están pisando el acelerador".
El portal de noticias alemán Spiegel Online mencionó a Neubauer en su lista de "jóvenes y fuertes mujeres enfrentadas a las viejas fuerzas", en la que también aparecen las activistas climáticas Greta Thunberg y Clara Mayer, la capitana de barco Carola Rackete y la futbolista profesional y crítica de la gestión del presidente Donald Trump, Megan Rapinoe.

### Controversias
Neubauer recibió críticas negativas de parte de ciertos sectores de la prensa por haber realizado vuelos a países remotos como Namibia, Estados Unidos, el Reino Unido, Hong Kong, Canadá y Marruecos. Como respuesta, ha declarado que toda crítica a su consumo personal la distrae de cuestiones estructurales y políticas más amplias.
Si bien se posiciona en contra de la comparación entre el cambio climático y el Holocausto, afirmó en su último libro que el cambio climático es el mayor desastre de la historia de la humanidad. Neubauer rechaza las ideas de tratar las consecuencias climáticas por medio de la geoingeniería y no cree que los coches eléctricos puedan realmente ayudar a resolver el problema general de la lujuria humana por el desmedido crecimiento económico.
Hace responsable a la clase política de hoy, especialmente al hombre blanco del hemisferio norte, por su lentitud en la implementación de las medidas climáticas necesarias. Por lo tanto, cree que los habitantes del hemisferio norte deben disminuir sus niveles de consumo habituales en beneficio del futuro del planeta.